# Dragoslava Žakula
Dragoslava Žakula, coniugata Mikeš (in serbo Драгослава Жакула-Микеш?; Slavonski Brod, 20 agosto 1973), è un'ex cestista serba naturalizzata bosniaca, fino al 2002 jugoslava.

## Carriera
Con la Jugoslavia ha disputato i Campionati europei del 2001.